# Nierembergia rigida
Nierembergia rigida là loài thực vật có hoa trong họ Cà. Loài này được Miers mô tả khoa học đầu tiên năm 1846.